# Xã Cook, Quận Westmoreland, Pennsylvania
Xã Cook (tiếng Anh: Cook Township) là một xã thuộc quận Westmoreland, tiểu bang Pennsylvania, Hoa Kỳ. Năm 2010, dân số của xã này là 2.250 người.